# میشائل گلوس
میشائل گلوس (انگلیسی: Michael Glos؛ زادهٔ ۱۴ دسامبر ۱۹۴۴) یک سیاست‌مدار و آسیابان اهل آلمان است.